# Караевичи (Ровненская область)
Караевичи (укр. Караєвичі) — село в Городокской сельской общине Ровненского района Ровненской области Украины.
Население по переписи 2001 года составляло 227 человек. Почтовый индекс — 35331. Телефонный код — 362. Код КОАТУУ — 5624683302.